# Fabio Maria Asquini
Fabio Maria Asquini (né le 14 août 1802 à Fagagna, dans l'actuelle province d'Udine, et mort le 23 septembre 1878 à Rome) est un cardinal italien du XIXe siècle.

## Biographie
Asquini est élu archevêque titulaire de Tarse en 1837 et est consacré le 8 octobre de la même année par Carlo Odescalchi, puis devient nonce apostolique dans le royaume des Deux-Siciles (en). À partir de 1839, il exerce des fonctions au sein de la curie romaine puis est élu patriarche latin de Constantinople titulaire en 1844.
Le pape Grégoire XVI le crée cardinal in pectore lors du consistoire du 22 janvier 1844. Sa création est publiée le 21 avril 1845. Le cardinal Asquini est préfet de la Congrégation des indulgences et reliques en 1847 et de la Congrégation de l'immunité ecclésiastique en 1863. Il participe au conclave de 1846, lors duquel Pie IX est élu pape, et au conclave de 1878 (élection de Léon XIII). Asquini participe aussi au concile de Vatican I. En 1872, il est secrétaires des brefs apostoliques.

## Succession apostolique
Fabio Maria Asquini a ordonné les évêques suivants :
- Archevêque Zaccaria Bricito (it) (1847)
- Cardinal Giuseppe Luigi Trevisanato (1853)
- Évêque Raffaele Antonio Morisciano (1855)
- Patriarche Carlo Belgrado (it) (1856)
- Évêque Alfonso Maria Cappetta (1859)
- Évêque Giovanni Montuoro (1859)
- Évêque Salvatore Angelo de Martis, O.Carm. (1867)
- Évêque Pietro Colli (1867)
- Évêque Alessandro Valsecchi (1869)
- Archevêque Evangelista Boni (gl), O.F.M.Cap. (1872)